# Astilleros Alianza
Los Astilleros Alianza SA fue una empresa argentina de capitales privados argentinos, dedicada exclusivamente a la construcción naval y reparaciones navales. Era considerado en 1982 entre los astilleros navales más importantes de América Latina, dejó de existir en 1991.

## Historia
En 1889 Buenaventura Lucich, un inmigrante italiano, quién había sido contratado para realizar las obras del Puerto Madero de Buenos Aires, vio la oportunidad de mejorar la primitiva práctica de reparación naval de la época que consistía en tumbar en tierra el buque primero de babor y luego de estribor para realizar el carenado. 
Decide radicarse definitivamente en la ribera sur del río Riachuelo, en Dock Sud partido de Avellaneda, zona sur del Gran Buenos Aires. Es así como nace el varadero Lucich con gradas y tinglados para la puesta en seco de las embarcaciones, cuyas operaciones duraran hasta 1959. Es entonces cuando sus accionistas plantean la idea de ampliar las actividades y el 24 de abril de 1959 se convierte en una Sociedad Anónima con el nombre Astilleros Alianza, cuyo objeto era continuar la explotación del varadero anterior y expandir su planta sobre terrenos adyacentes. En 1963 se adjudican la construcción de dos remolcadores para Flota Fluvial, Topador y Toreador rebautizado ARA Toba (R-8) por la Armada Argentina-
En 1964 el antiguo astillero se presenta en convocatoria. Los empleados junto con su Director Técnico asumen el compromiso de colaborar resignando reclamos salariales, algunos capitalizan sus créditos y se convierten en accionistas. Logran un acuerdo con el resto de los acreedores, incorporando al proveedor de acero naval. Surgen así los dos principales accionistas que en 1966 capitalizan el Astillero y quienes, confiados en que podían tener un gran futuro si se implementaban innovadoras ideas de producción, ponen en marcha el plan de renovación de las instalaciones mediante la adquisición de tierras, construcción de naves industriales, obras portuarias e incorporación de moderna maquinaria. Para lograrlo era importante conseguir los avales económicos que permitieran la obtención de un crédito.

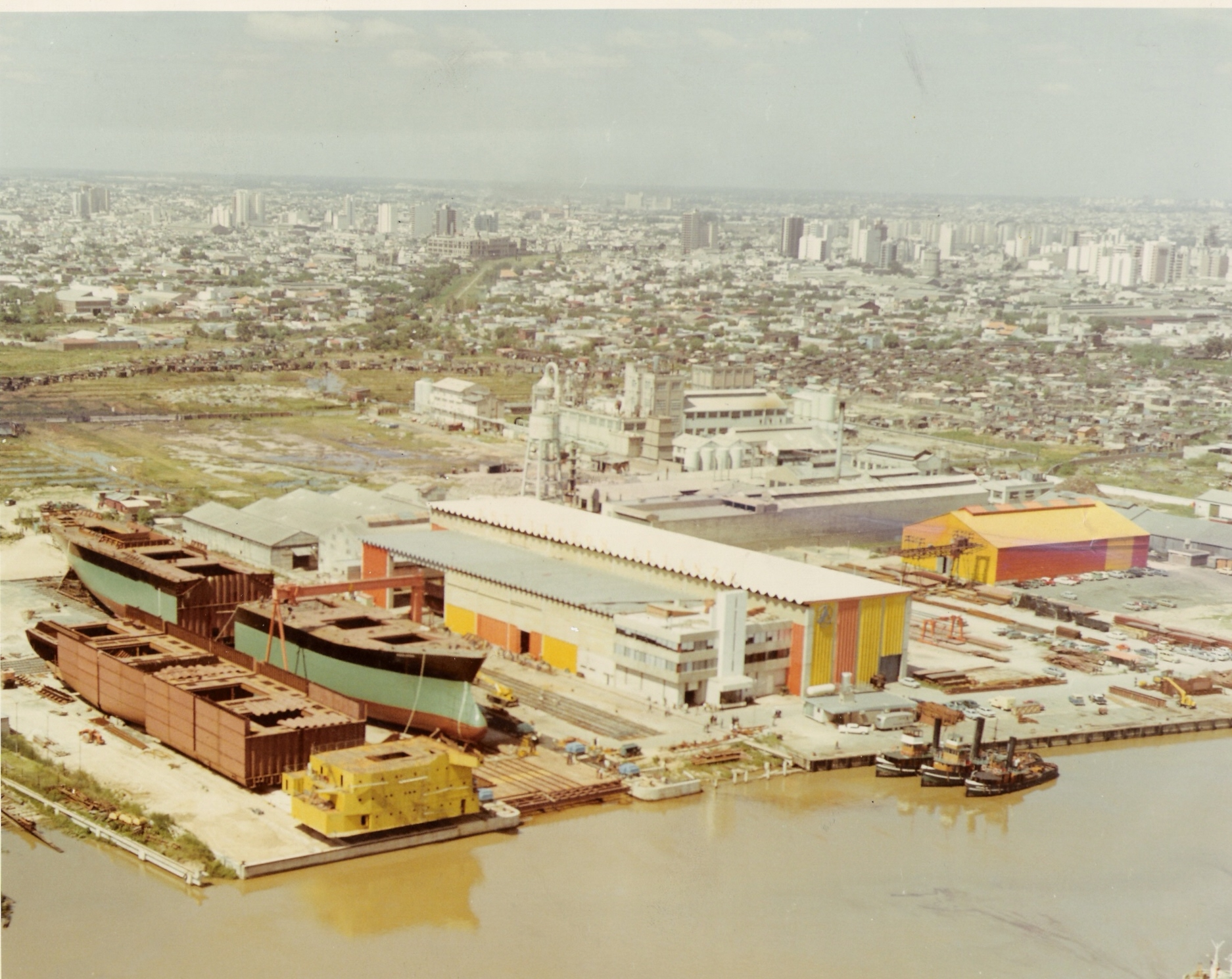
Vista aérea del astillero en 1971

Un viejo amigo de ambos emprendedores confía en el proyecto aporta las garantías suficientes para obtener un crédito del Fondo de Marina Mercante por $3,5 millones. Las obras se inician en 1968. El astillero crece mientras al mismo tiempo se construyen pesqueros y remolcadores. En 1969 se obtiene un préstamo del Fondo Nacional de Marina Mercante por $36,7 millones, con el que se completaron las obras del nuevo astillero en febrero de 1971. El astillero se convierte en una fábrica de buques, con modelos estándar de la serie Freedom. En 1974 presentan un proyecto de ampliación en un nuevo astillero a construirse en Puerto Madryn. La industria naval mundial enfrentará una crisis en 1974 cuando el precio del crudo se cuadriplicó (de US$ 2,5 en octubre de 1973 a US$ 11,5 en febrero de 1974).
Definido por Marine Engineering/Log como el astillero privado más importante de Argentina, fue un símbolo de los adelantos tecnológicos en la industria contando con un muy estudiado lay-out. En 1982 tenía dos Syncrolift de 2.500 toneladas y 9.120 toneladas de capacidad de izado respectivamente que permitían botar buques de hasta 60.000 (toneladas de porte bruto) en mitades o la puesta en seco de barcos de hasta 15.000 TPB. Su alto grado de automatización y la precisión de su equipamiento permitieron lograr elevados niveles de producción con tan solo 500 empleados.

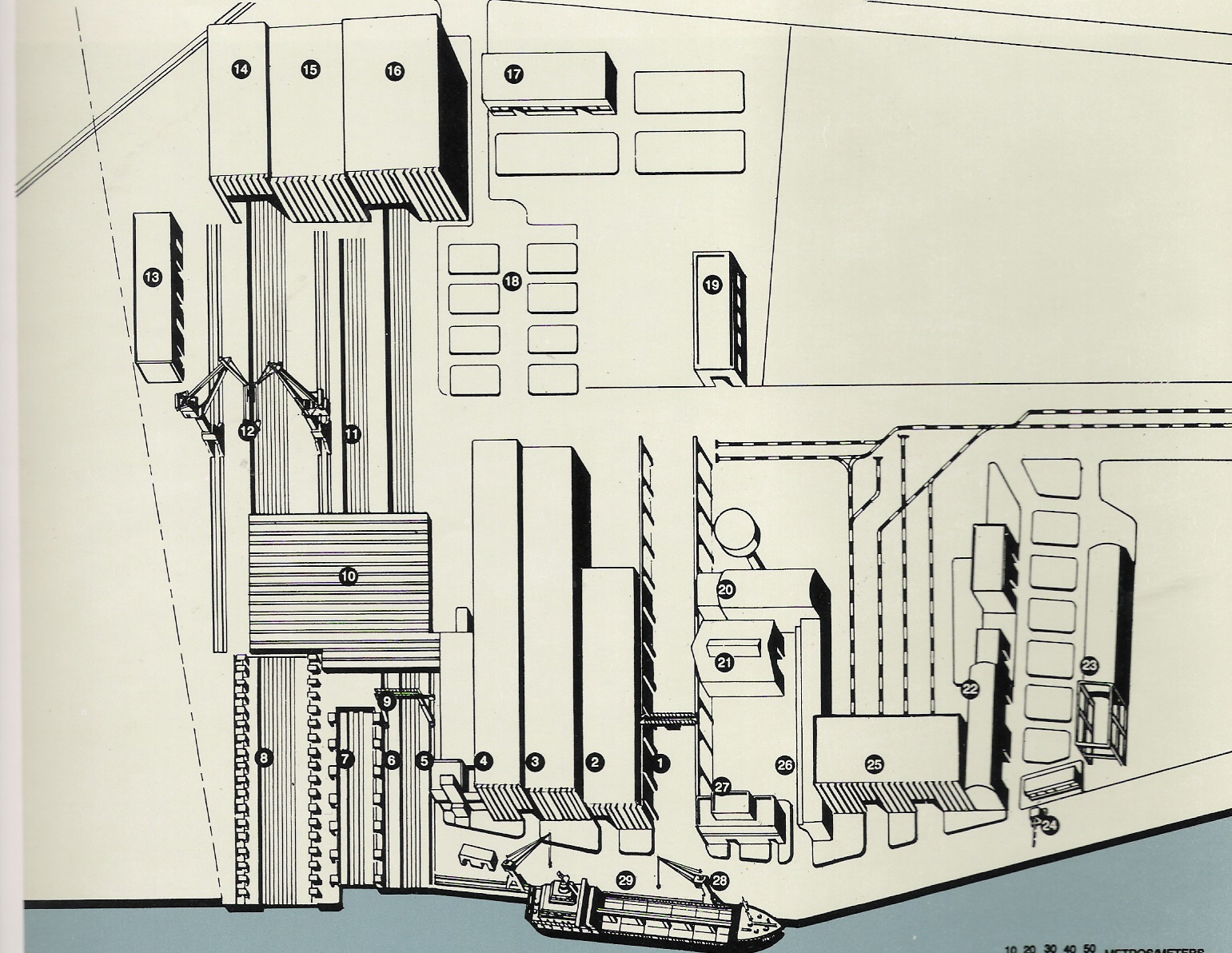
Shipyard Lay Out

## Organización del trabajo
Las chapas clasificadas en el parque de chapas de 7.500 m² , eran granalladas y pintadas con un equipo Vianova. El oxicorte era realizado con 2 máquinas francesas Logatome 208E controladas por un ordenador Konsberg. CC250, que recibía la información por cinta perforada. La base de datos era manejada por una IBM370 138I de 512 Kilobytes de memoria interna y 4 unidades de disco, en un centro de cómputos inaugurado en 1977 que era el primero en la industria naval. Las chapas y perfiles se dividían en dos líneas, una de paneles planos y otra de paneles curvos. Los paneles planos eran soldados en una Estación Fija de soldadura marca Alianza-Esab® (desarrollada por el mismo astillero durante 1975) con 3 electrodos con arco sumergido que permitían soldar de un solo lado, chapas de acero de 22 metros de longitud y 60 mm de espesor. Las chapas curvas se conformaban en una prensa hidráulica holandesa Van de Graaf de 750 toneladas, una prensa para perfiles, y una Prensa-Rolo Verrina de 1.500 toneladas y 12 metros de longitud que permitía cilindrar chapas de hasta 32 mm. Las piezas se montaban en bloques que se transportaban por medio de una grada de transferencia de rieles y bogies a la nave de prefabricado de aceros y luego la nave de alistamiento donde bajo techo y en posición horizontal, se armaba completamente la sala de máquinas con el motor y todo el equipamiento interno. En las gradas de alistamiento laterales se construían las partes habitables y se montaban con la asistencia de dos Grúas Kone de 50 ton de capacidad de izado. El astillero contaba con un plantel de 30 ingenieros y 40 técnicos y dibujantes.

## Construcciones realizadas

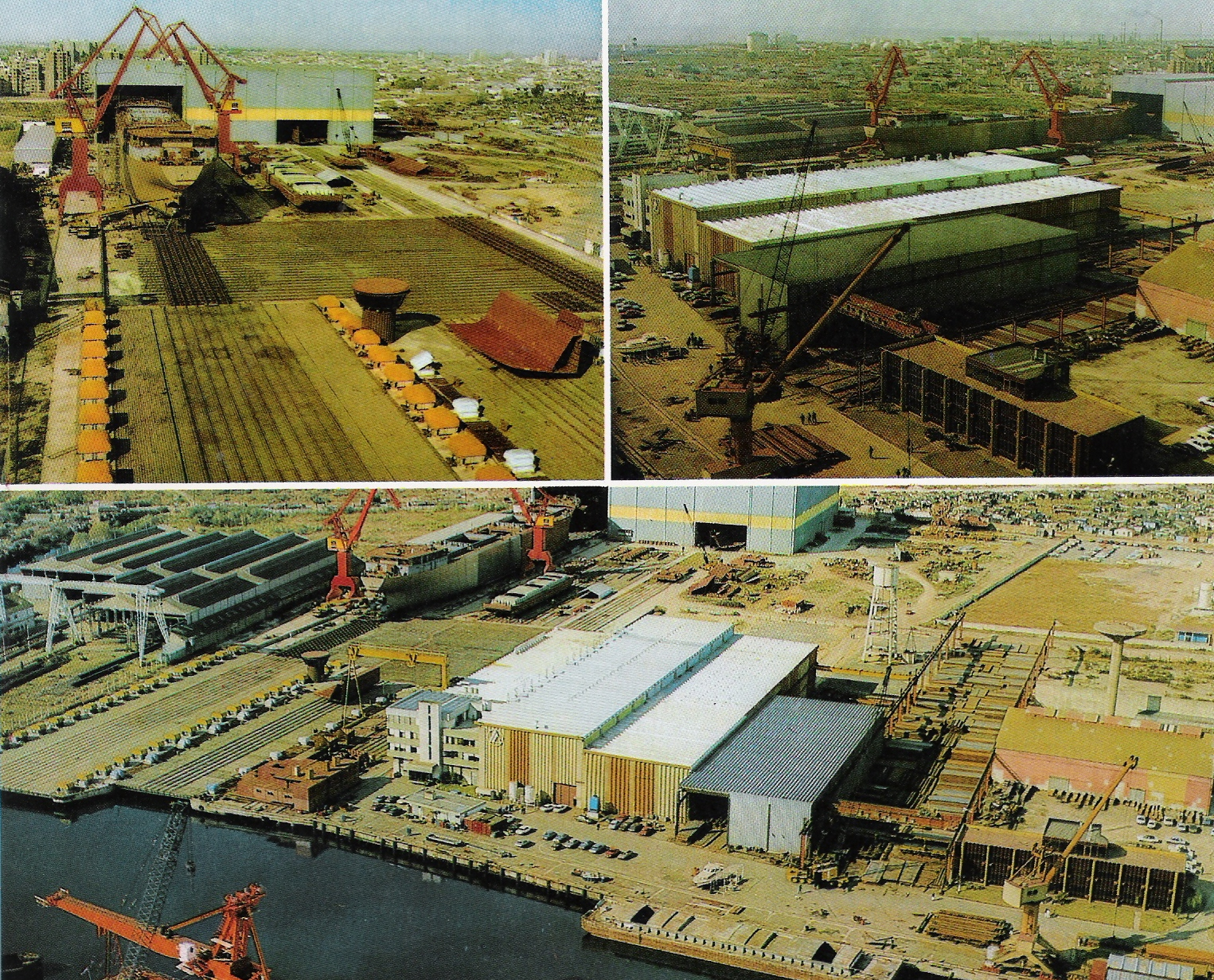
Vista área, 1982.

Durante los años 60 los astilleros internacionales buscaron estandarizar la construcción de los barcos. Dos series tuvieron amplia fama mundial, la serie SD14 de Austin & Pickersgill (UK) y la exitosa serie Freedom de IHI (Japón) de los que se construyeron más de 200 barcos en el mundo. Un acuerdo firmado por Alianza con Astilleros Españoles permitió construir 7 de estos barcos. Comienza en 1971 con la construcción número 7 llamada Marlinda, seguida por el Marbonita, ambos para la empresa Ciamar. Continuaron 2 para Compañía Sudamericana de Vapores (Chile) y 3 para ELMA. 
Por las limitaciones de ancho del Riachuelo, los grandes barcos eran botados en mitades y unidos a flote mediante un túnel para soldadura bajo el agua. En 1973 con licencia de IHC  (Holanda) construyen la Draga 256C Capitán Núñez. A partir de 1975, ya en régimen, se entregan barcos de hasta 28.000 tpb cada seis meses. Entre otros 3 buques tanque de combustibles para YPF, 3 frigoríficos para ELMA, 3 buques petroleros para YPF. En 1981 logran la representación exclusiva Hitachi Zozen, que autorizó a Alianza construir 6 graneleros de 26 000 tpb para Polonia y más tarde 5 graneleros de 61.000 tpb, tanto para Polonia como armadores argentinos. En total fueron 770.000 tpb en 54 construcciones durante 25 años.

## Décadas del 70 y 80

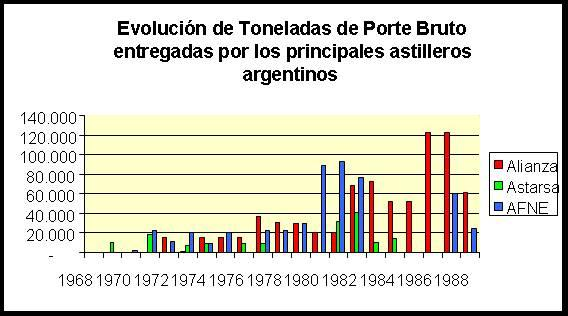
Gráfico del crecimiento de toneladas de porte bruto por los principales astilleros argentinos.

En 1978 diferencias con el gobierno de facto aíslan a Alianza de obras que se realizaban a nivel nacional. 
En la década del 80 el astillero se empeña en ampliar su capacidad de producción. En 1980 se inician las obras de los nuevos talleres de alistamiento. En un último empuje a la industria naval, el Banco Central emite el 24 de julio de 1981 la comunicación A0049 que define la financiación a exportaciones navales hasta 10 años. Se concreta la mayor serie de contratos para exportación de la historia: 2 plataformas de exploración petrolera Jack-Up de Astilleros Corrientes para Reading & Bates, 3 buques portacontenedores de 10.600 tpb, para Ceylon Shipping de Astarsa, 1 Supply Vessel y pesqueros para Costa Rica y Uruguay de Sanym y la exportación de 8 graneleros para Polish Steamship Co. de Alianza. 
En 1991, precisamente el 5 de abril se presenta en convocatoria de acreedores comenzando una larga batalla en los estrados judiciales.